# Amage adspersa
Amage adspersa är en ringmaskart som först beskrevs av Grube 1863.  Amage adspersa ingår i släktet Amage och familjen Ampharetidae. Arten har ej påträffats i Sverige. Inga underarter finns listade i Catalogue of Life.